# Herbert Ernst Groh
Herbert Ernst Groh   (Lucerna, 27 de maig de 1906 - Norderstedt, 28 de juliol de 1982) fou un cantant d'òpera alemany d'origen suís. El seu estil de cant es basava clarament en el model a seguir de Richard Tauber.

## Biografia
La mare de Groh era suïssa, el pare alemany. Va actuar per primera vegada als tretze anys. Després d’estudiar a Milà, Zuric i Múnic, va debutar el 1926 al Teatre de Darmstadt, del qual va ser membre fins al 1928. Compromisos a Frankfurt del Main i Colònia. La ràdio se'n va adonar ràpidament. Groh va començar el 1930 a la primera emissora d'Hamburg, NORAG, i va estar contractat amb l'emissora alemanya des del 1933. Ja el 1927 va fer els seus primers enregistraments a Itàlia amb el nom d'Ernesto Groh. El 1930 va seguir un contracte exclusiu amb el Berlin Lindström Group. Després de la presa del poder pels nacional socialistes, va aparèixer sovint en concerts d’opereta a l'Admiralspalast de Berlín del 1933 al 1936.
Durant la Segona Guerra Mundial va participar en el suport de les tropes alemanyes i va enregistrar fins al 1944 (inclòs amb l'orquestra d'Adolf Steimel), seguit de gires amb Robert Stolz a través de molts països europeus des del 1946
La seva carrera operística només va durar uns tres anys, la seva carrera com a cantant de discos i ràdio, en canvi, fins als anys seixanta. El seu focus principal era l'opereta i la música lleugera de luxe. El 1965 va cantar el principal paper masculí en la producció WDR de l'opereta Das Hollandweibchen d'Emmerich Kálmán, dirigida per Franz Marszalek. Va deixar uns 400 enregistraments: àries d'òpera, cançons populars i enregistraments d'opereta.

## Citacions
| « | … Entre ells [els estudiants de cant de Carl Beines] un cantant suís anomenat Herbert-Ernst Groh, que vint-i-cinc anys després no només serà un nazi ardent, amb el qual mai romandrà sol en la seva professió, sinó que també tindrà una relació especial i estranya amb el llavors més gran que la vida Richard Tauber. La Reichsmusikkammer va escollir Groh per cantar les cançons més famoses de Tauber. Sona tècnicament similar al que es pot explicar per la formació de Carl Beines. La qualitat de les execucions de Tauber era unes quantes classes superior, però han prohibit que Tauber canti en públic, com tants grans artistes ha hagut d'emigrar, és vituperat com mig jueu, els seus discs ja són prohibits. L'expulsió dels veritables professionals reals no només en la música va crear oportunitats per a aficionats mediocres. Com que la veu de Tauber semblava tan inabastable, es va convertir encara més en un mite. Per tant, els nazis van reaccionar en promoure Groh, la còpia ‘ariana pur’ de Tauber. La gent nogensmenys mai oblidaria el ver Richard… | » |

| « | …el deixeble de Beines, Herbert-Ernst Groh, tenor dotat i copiador de Tauber, el plagista va esdevenir el trobador oficial del règim… | » |

## Filmografia
- 1933: Das Lied vom Glück, Director: Carl Boese
- 1934: Schön ist es verliebt zu sein de Karin Hardt i Ralph Arthur Roberts
- 1939: Hochzeitsreise zu dritt
- 1940: Casanova heiratet
- 1940: Die keusche Geliebte
- 1942: So ein Früchtchen
- 1953: Die Rose von Stambul